# Carl Bolbrügge

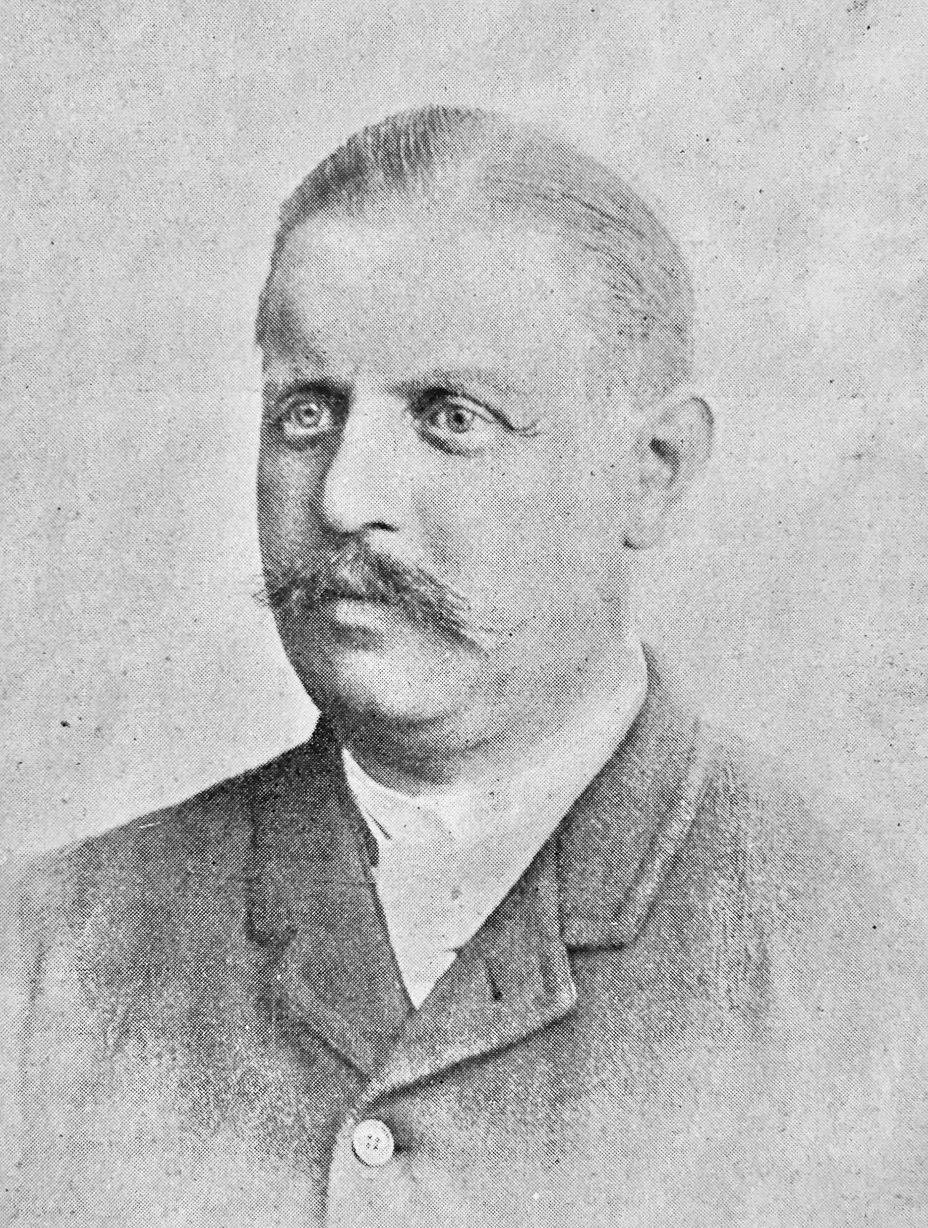
Carl Maria Georg Bolbrügge in den 1890er Jahren

Carl Maria Georg Bolbrügge (* 28. Oktober 1849 in Grabow; † 23. September 1898 ebenda) war der Besitzer der Mühlenwerke C. J. P. Bolbrügge und sechster Erbmüller der Grabower Wassermühle, eines der größten Mühlenkomplexe in Mecklenburg-Vorpommern.

## Leben
Carl Bolbrügge wurde als ältestes von vier Kindern des fünften Erbmüllers und Kommerzienrates Carl Bolbrügge (1820–1878) und dessen Ehefrau Marie geb. Steinkopff in Grabow geboren. Er war Teilnehmer des Deutsch-Französischen Krieges 1870–71 und später Premier-Leutnant der Reserve des 2. Großherzoglich Mecklenburgischen Dragoner-Regiments Nr. 18 zu Parchim. Er studierte an der Gewerbeakademie Charlottenburg Ingenieurwissenschaften und schloss sich im Sommersemester 1872 dem Verein der Sachsen, dem späteren Corps Saxonia-Berlin an. Nach Beendigung des Studiums wechselte er in den Mühlenbetrieb seiner Familie und übernahm im Jahre 1878 von seinem verstorbenen Vater die Geschäftsführung des Unternehmens, die er bis zu seinem Tod ausübte.
Carl Bolbrügge war mit der aus Bützow gebürtigen Elisabeth Stypmann aus einer alten mecklenburgischen Juristenfamilie verheiratet und hatte mit ihr einen Sohn, Carl Bolbrügge (* Grabow 1893, † Bonn 1968), der dann nach dem frühen Tod des Vaters 1899 im Alter von sechs Jahren vom Großherzog zum siebten und letzten Erbmüller ernannt werden sollte.
Der 1831 nach neuestem Technikstand als Korn-, Öl- und Walkmühle errichtete Mühlenkomplex wurde unter der technischen Leitung von Carl Bolbrügge ständig erweitert, vergrößert und umgebaut, insbesondere in den zwei großen Ausbauphasen der Jahre 1888 und 1897/98. Zwischen 1868 und 1870 ließ er die sechs Wasserräder durch drei Wasserturbinen ersetzten und ergänzte den Antrieb 1888 um eine Dampfmaschine. 1896 wird von der Mühlenbauanstalt und Maschinenfabrik vormals Gebr. Seck eine automatische Weizenmühle eingerichtet.
Der Betrieb der Mühle führte die Familie Bolbrügge zu hohem Wohlstand. Um 1880 wurde sie als eine der reichsten Familien Mecklenburgs bezeichnet.

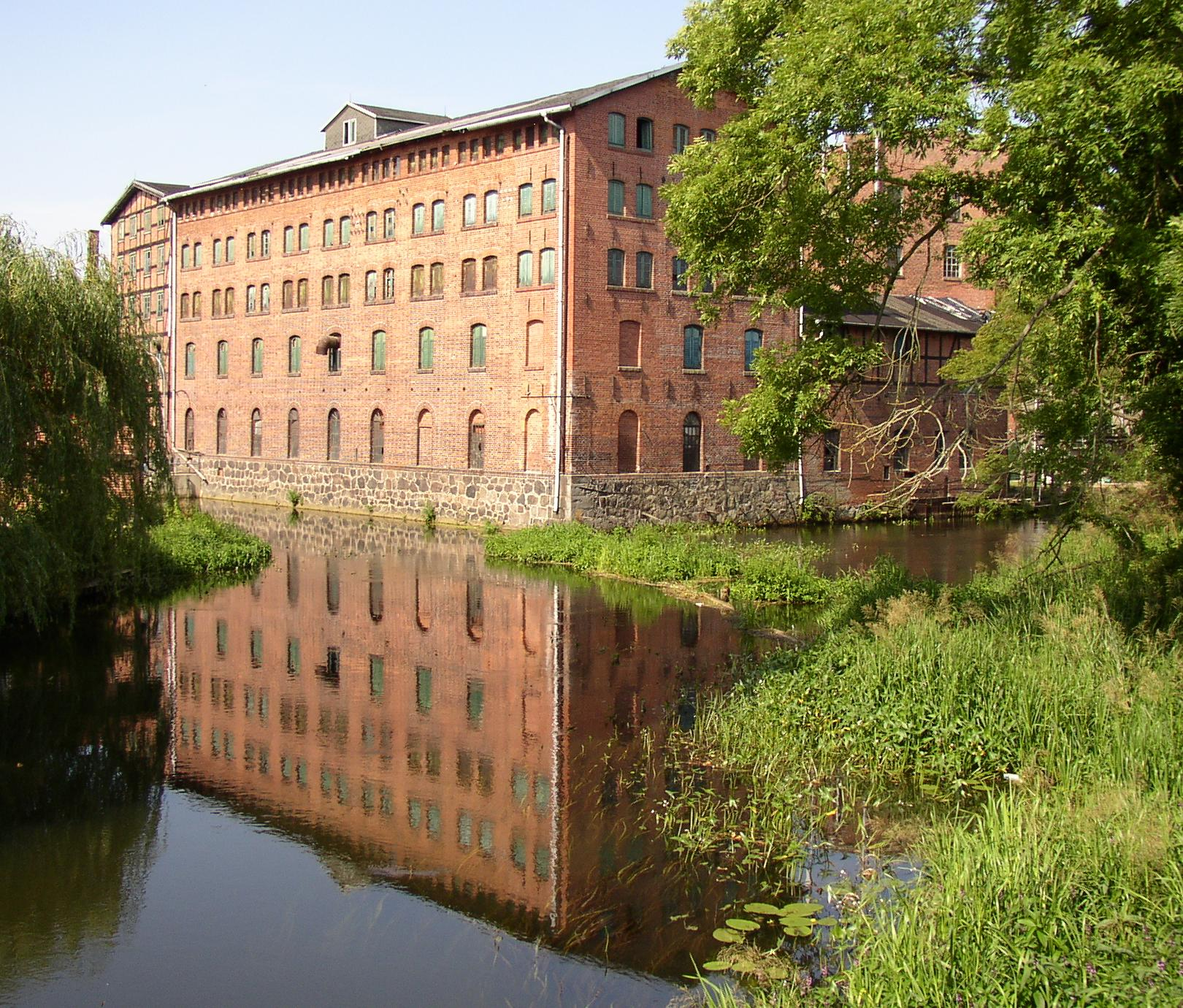
Bolbrüggesche Mühle in Grabow

## Erbmühle und Erbmüllerfamilie Bolbrügge
Die Familie Bolbrügge war 1717 durch einen Erbpachtvertrag mit Herzog Karl Leopold zu Mecklenburg-Schwerin in den Besitz der Grabower Wassermühle gelangt und führte sie bis zur Enteignung in der DDR durch sieben Erbmüller-Generationen. Seit 1923 wurde auch Stromproduktion betrieben. 1930 während der Weltwirtschaftskrise geriet die Mühle in wirtschaftliche Schwierigkeiten.
1951 wurde die Familie Bolbrügge enteignet und die Mühle wurde volkseigen. Als Teil der Elde-Mühle Parchim arbeitete sie bis 1998 weiter. Heute steht der unter Denkmalschutz gestellte Komplex in der Altstadt von Grabow leer. Zur Stromerzeugung wurde die Wasserkraft bis 2016 genutzt. Die Grabower Mühle stellt neben Bad Kleinen und Neu Kaliß den größten Mühlenkomplex in Mecklenburg-Vorpommern dar. Die gelben und roten Klinkerbauten stehen zusammen mit dem Wohnhaus Bolbrügge von 1861 am Pferdemarkt und auf der dahinter gelegenen Mühleninsel zwischen Mühlengraben und Alter Elde. Sie befinden sich äußerlich im Wesentlichen in dem Zustand, wie Carl Bolbrügge sie nach dem letzten großen Umbau 1898 hinterlassen hat.
Die Grabkapelle der Familie Bolbrügge auf dem Grabower Friedhof gehört zu den  Baudenkmalen des Landkreises Ludwigslust-Parchim. Der Taufständer der Grabower Stadtkirche St. Georg wurde im Jahre 1785 von der Familie Bolbrügge gestiftet, ebenso wie später das Lutherbild in derselben Kirche.

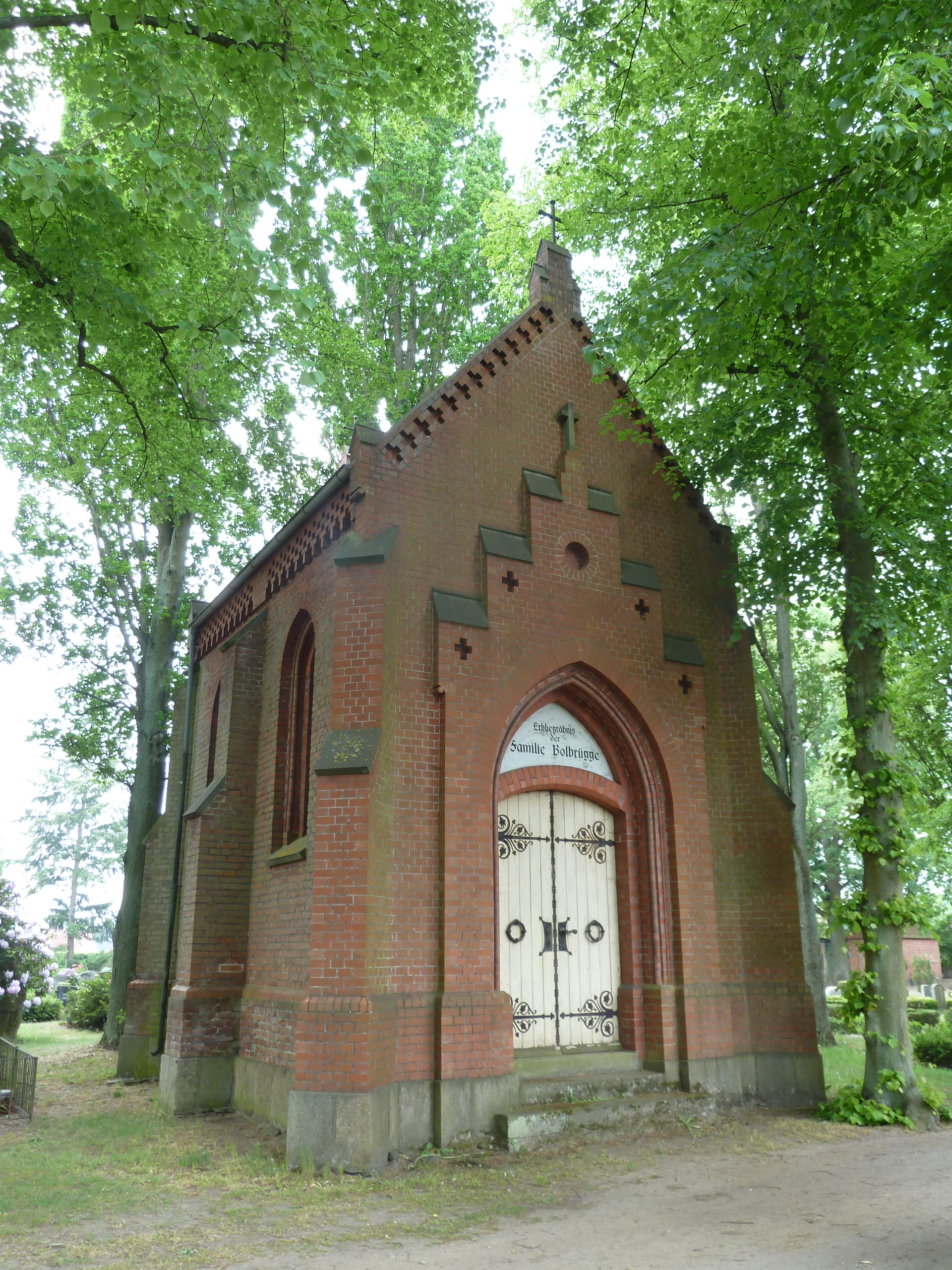
Grabkapelle der Familie Bolbrügge in Grabow